# Eenkoren

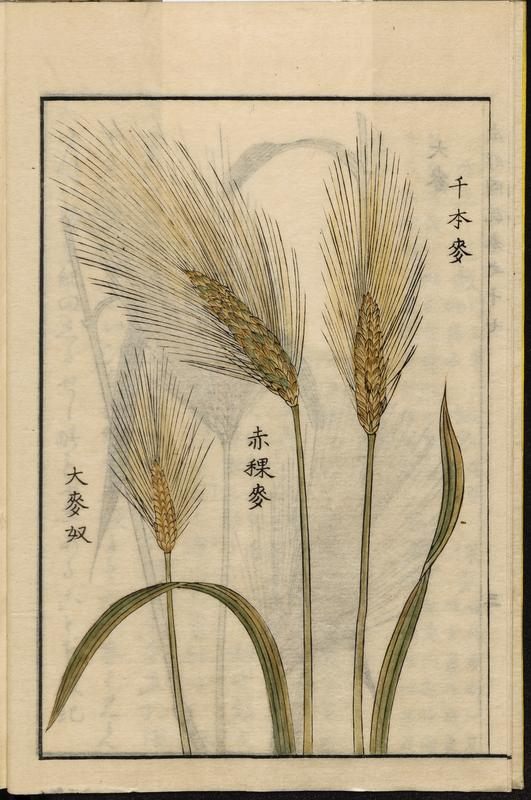
Triticum monococcum, afkomstig uit de Japanse landbouw-encyclopedie Sekei Zusetsu (1804)

Eenkoren (Triticum monococcum) is een diploïde tarwesoort met wilde en gecultiveerde varianten. De naam is afgeleid van de op de aarspil apart zittende aartjes. Eenkoorn is een van de vroegst gecultiveerde soorten maar wordt tegenwoordig nog zelden geteeld. De  soort wordt gezien als voorloper van emmertarwe, spelt en gewone tarwe. De kafjes zijn net als bij de spelt vergroeid met de korrel. De vrucht is een graanvrucht. Eenkoren werd al 7600 v.Chr. in Mesopotamië verbouwd. In Jordanië zijn in vuurresten sporen van eenkoren gevonden die 14.400 jaar oud zijn. Resten van eenkoren zijn bij de gletsjer-mummie Ötzi gevonden.
In Zwitserland en andere gebieden wordt de soort weer op zeer bescheiden schaal geteeld voor de korrel. Zo wordt in de omgeving van het Italiaanse Brescia Pane di Monococco gebakken van eenkorenmeel. In Spanje wordt het onrijpe gewas als veevoer toegepast. Bulgur, typisch voor de Turkse keuken, wordt van dit graan gemaakt. Eenkoren stelt geen hoge eisen aan de grond en is resistent tegen vele schimmelziekten zoals moederkoorn, Fusarium en wortelschimmels.

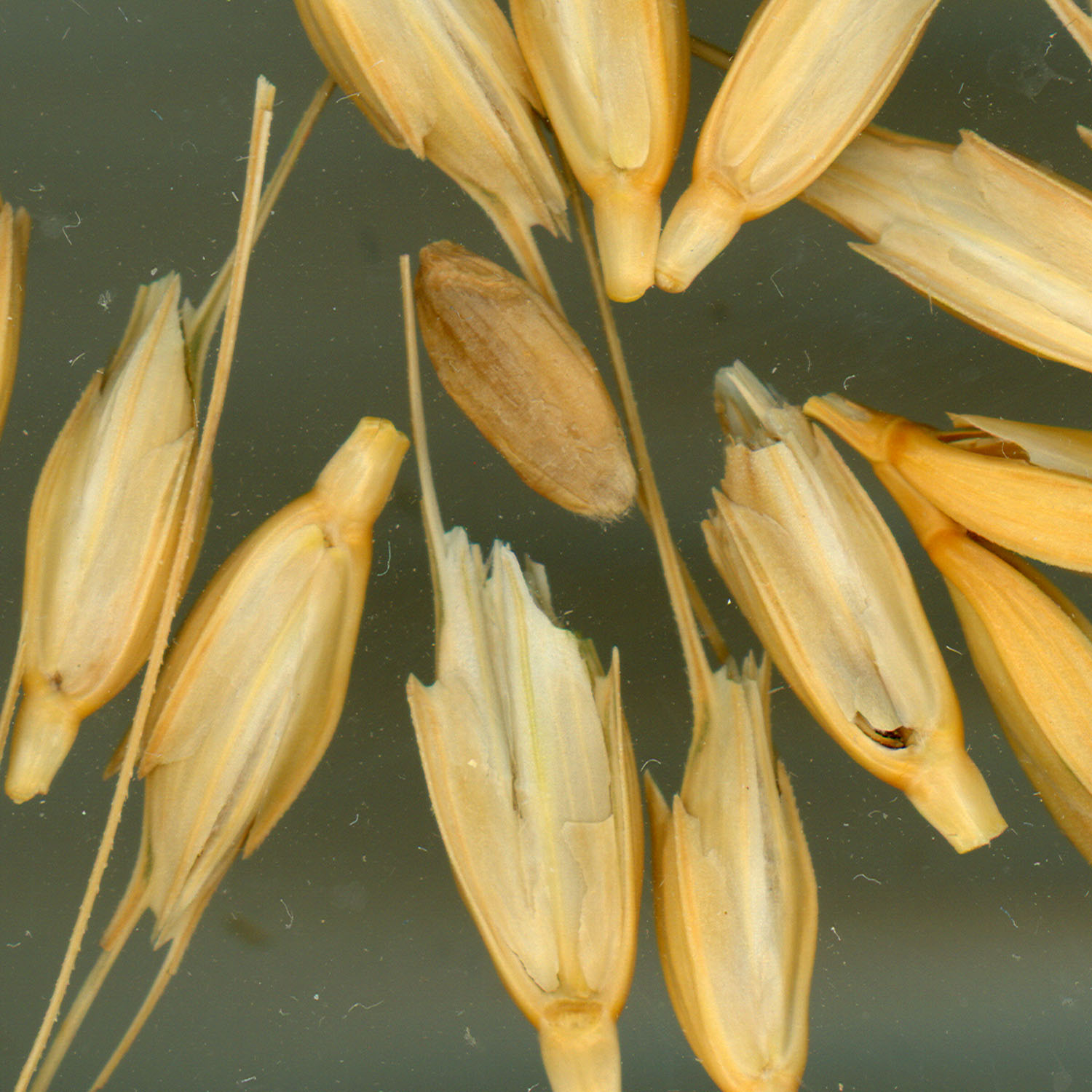
Aartjes met daarin de graankorrels
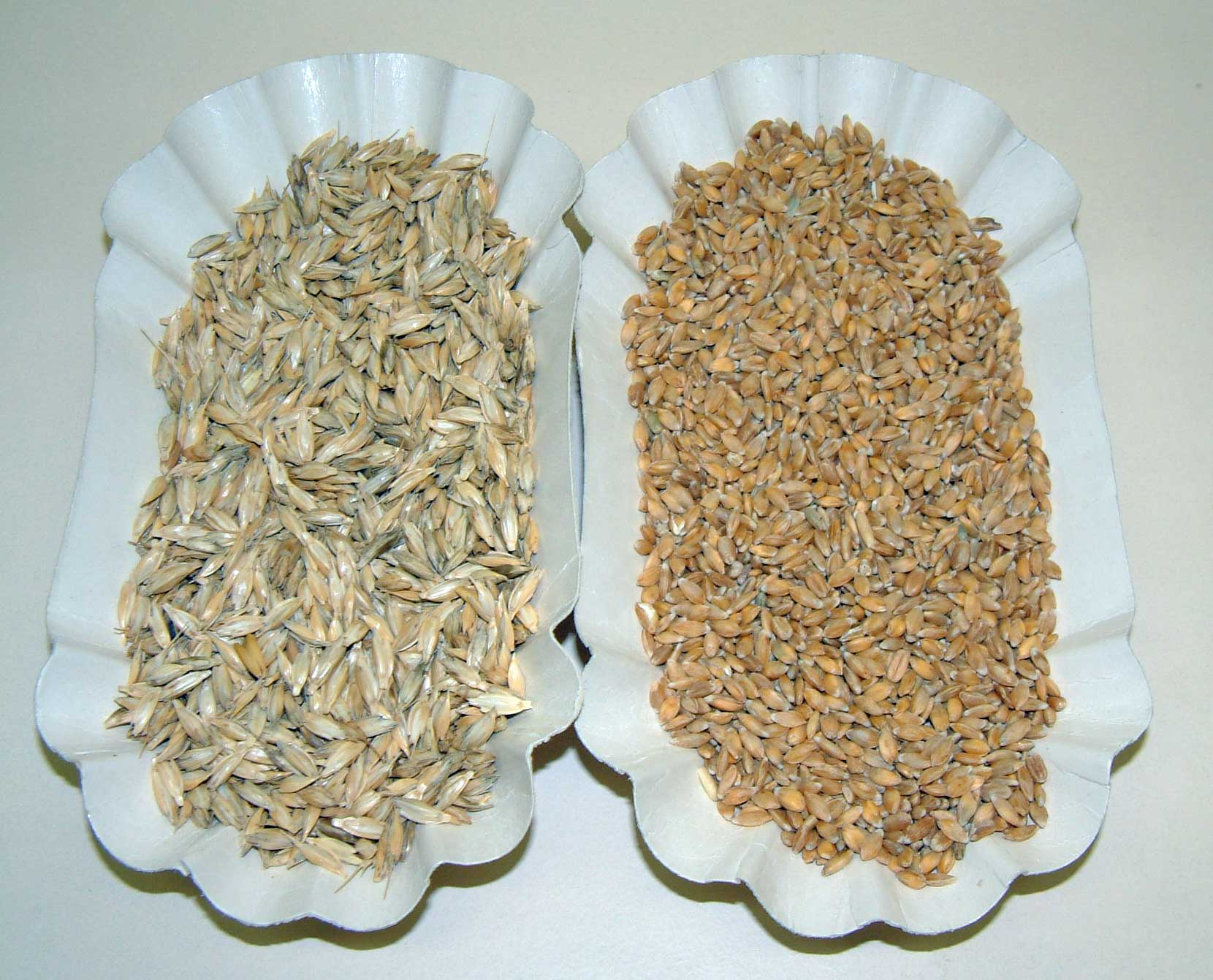
Aartjes en graankorrels
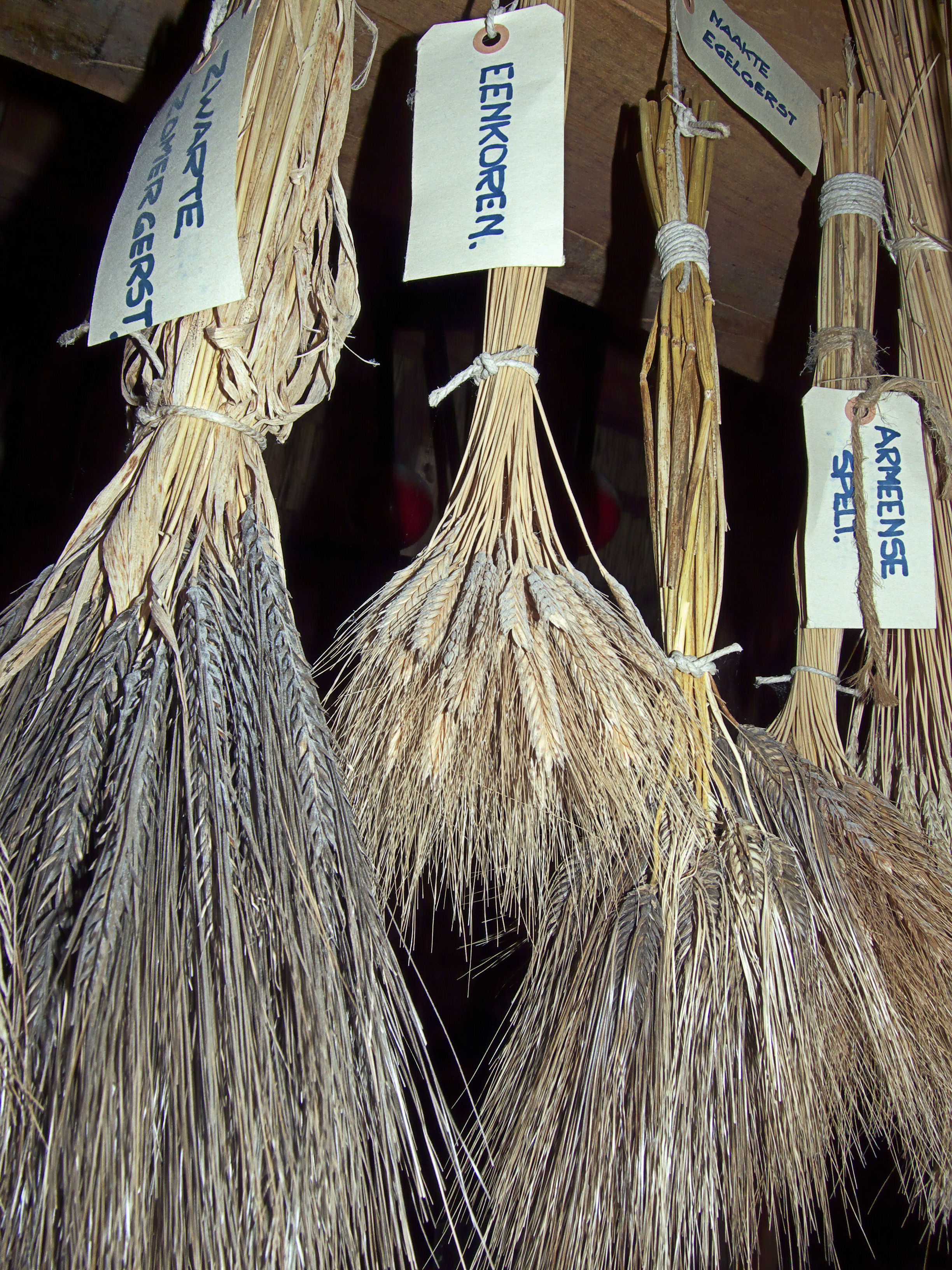
Bundels droge halmen

## Inhoudsstoffen
Eenkorenmeel heeft een andere samenstelling dan meel van gewone tarwe
De voedingswaarde van 100 gram eenkorenmeel is:
| Eiwitten totaal | 19,30 | %     |
| Asgehalte       | 2,41  | %     |
| Carotenoïden    | 10,40 | mg/kg |
| Vitamine E      | 94,40 | mg/kg |
| Zink            | 50,00 | mg/kg |
| IJzer           | 41,70 | mg/kg |
| Mangaan         | 38,00 | mg/kg |

... · 
T. aestivum (Gewone tarwe) · 
T. compactum (Dwergtarwe) · 
T. dicoccoides (Wilde emmer) · 
T. dicoccum (Emmertarwe) · 
T. durum (Durum) · 
T. monococcum (Eenkoorn) · 
T. spelta (Spelt) · 
...